# Adelaïde Cemetery
Le Adelaïde Cemetery, Villers-Bretonneux    est un cimetière militaire de la Première Guerre mondiale situé  sur le territoire de la commune de Villers-Bretonneux, dans le département de la Somme, à l'est d'Amiens.

## Localisation
Ce cimetière est situé à l'entrée ouest de la commune sur la D1029.

## Histoire

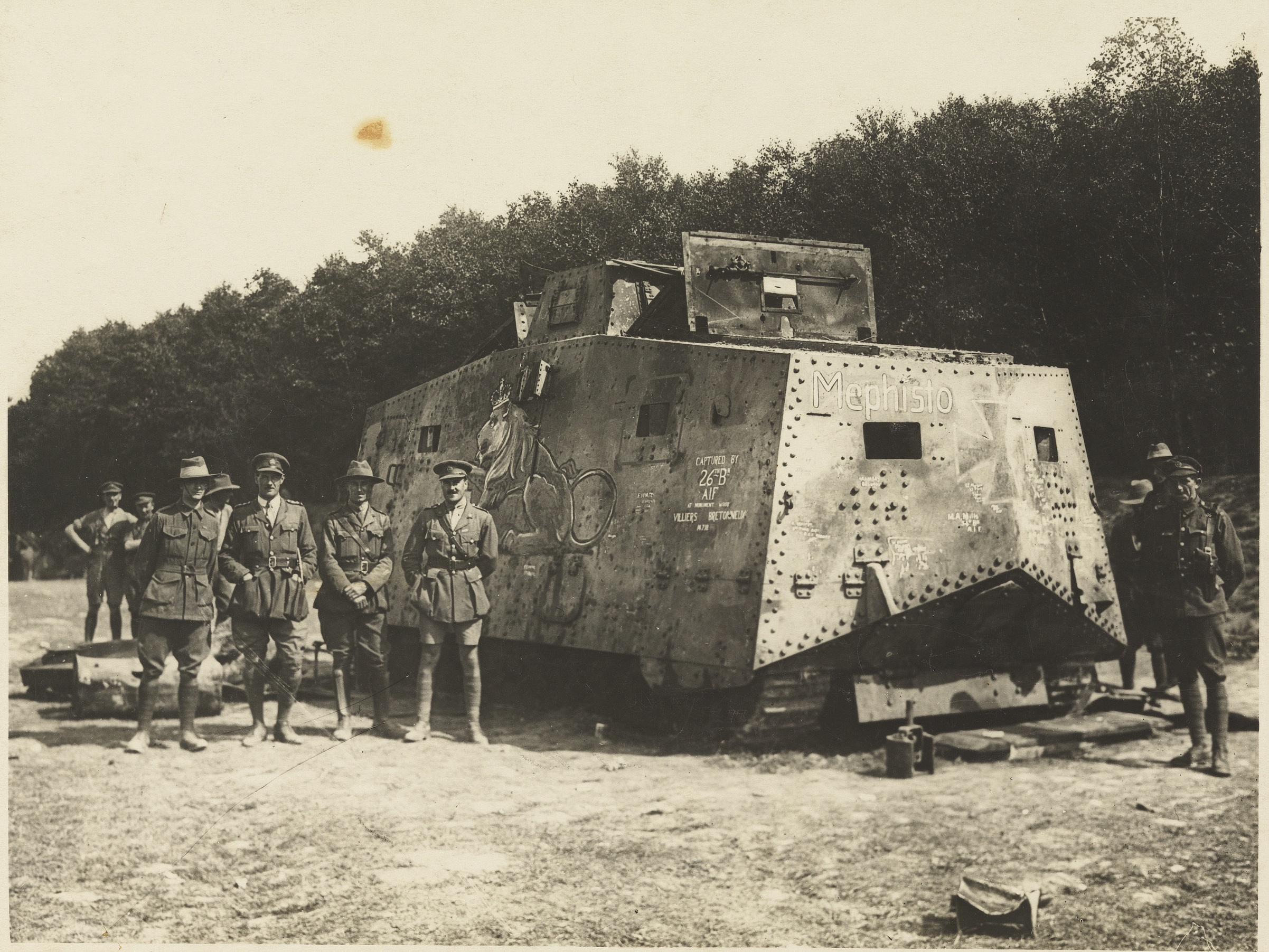
Un char allemand capturé par le 26e bataillon australien, à Monument Wood, près de Villers-Bretonneux, en France, lors d'une opération le 14 juillet 1918..

En mars 1918, l'armée allemande lance, depuis les environs de Saint-Quentin, son Offensive du Printemps en vue conquérir Amiens. Villers-Bretonneux est prise  par les chars et l'infanterie allemande le 23 avril. Ce sera leur ultime point d'avancée puisque , dès le lendemain, des milliers de soldats australiens, qui étaient venus renforcer les effectifs de l'armée britannique reprennent possesssion des ruines de la ville.

Le 24 avril 1918, le premier combat de chars de l'histoire eut lieu entre Villers-Bretonneux et Cachy, et oppose trois  Mark IV britanniques et trois A7V allemands.

Le secteur fut le théâtre de nombreux combats d'avril jusque mi-août 1918, date à laquelle Villers-Bretonneux fut défintivement libérée.

Ce cimetière d'Adélaïde a été commencé au début de juin 1918 et il a continué à être utilisé jusqu'à ce que les Alliés reprennent leur avance. Après l'Armistice, un grand nombre de tombes furent amenées au cimetière depuis de petits cimetières  provisoires des environs.

Aujourd'hui, 961 militaires du Commonwealth de la Première Guerre mondiale sont enterrés dans ce cimetière dont 266  ne sont pas identifiés
,

## Caractéristiques
Ce cimetière est entouré d'une haie d'arbustes.

Il a été conçu par Sir Edwin Lutyens.

## Sépultures
| Pays        | Sépultures |
| ----------- | ---------- |
| Australie   | 522        |
| Royaume-Uni | 417        |
| Canada      | 22         |
| Total       | 961        |

## Galerie

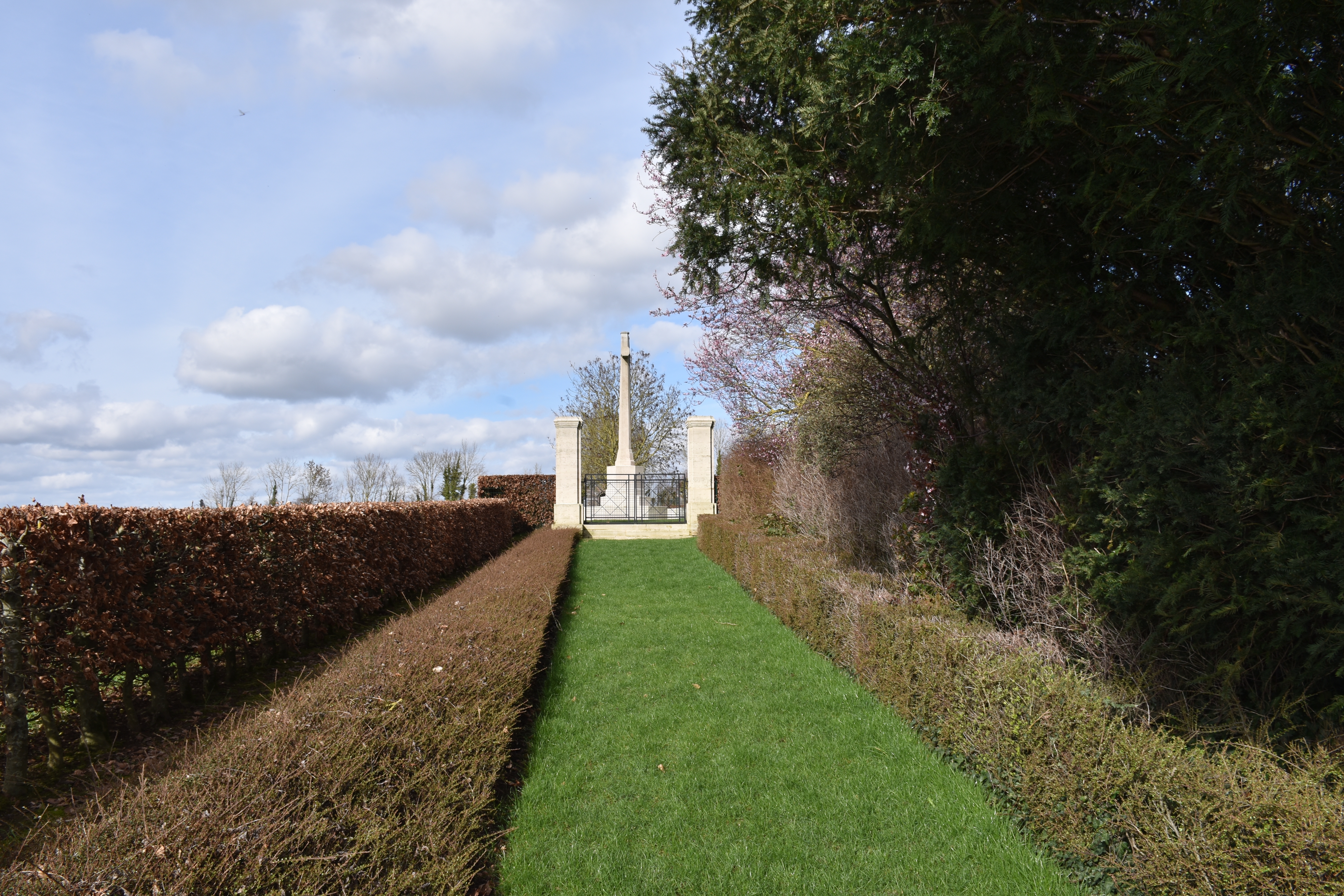
Chemin gazonné conduisant au cimetière.
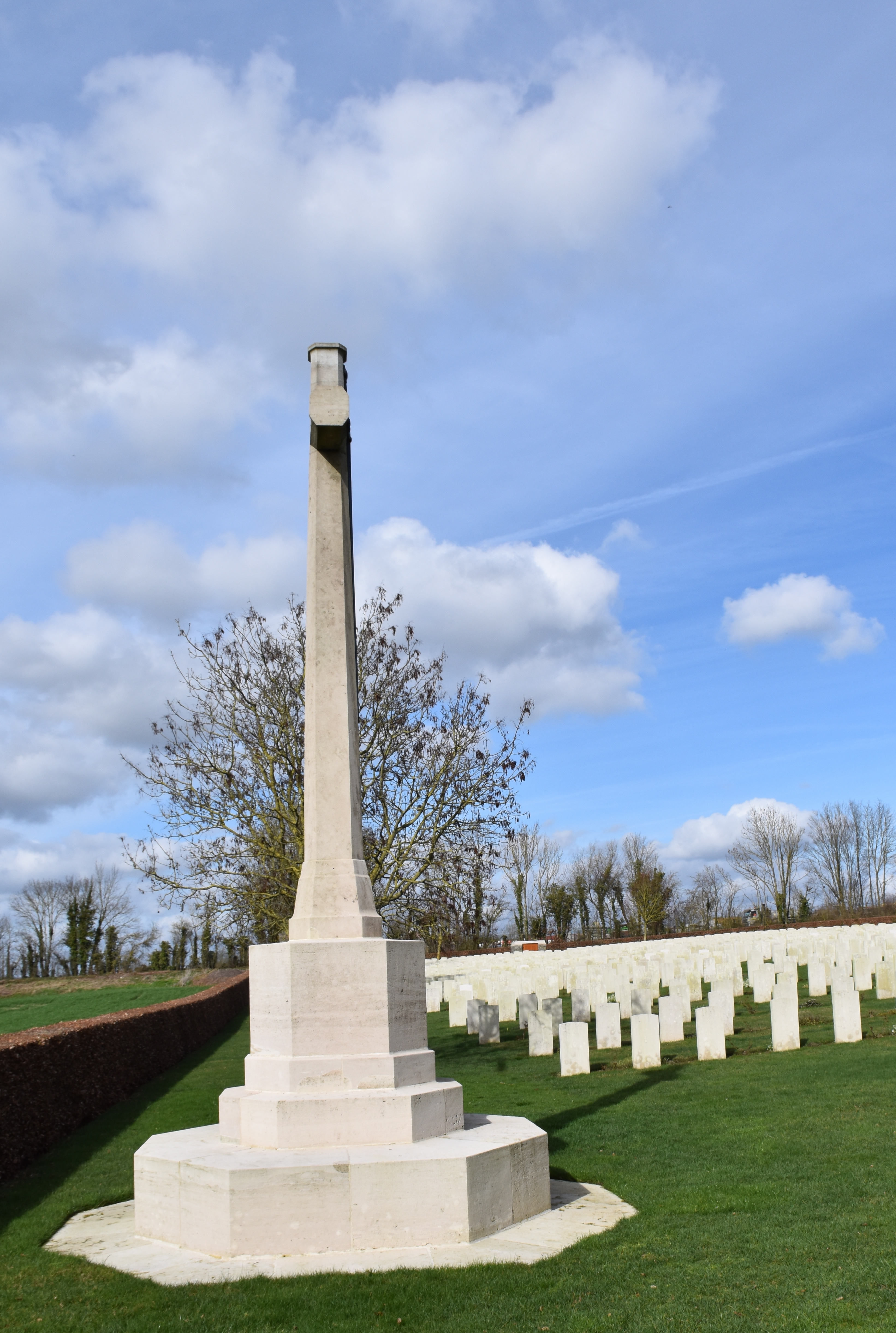
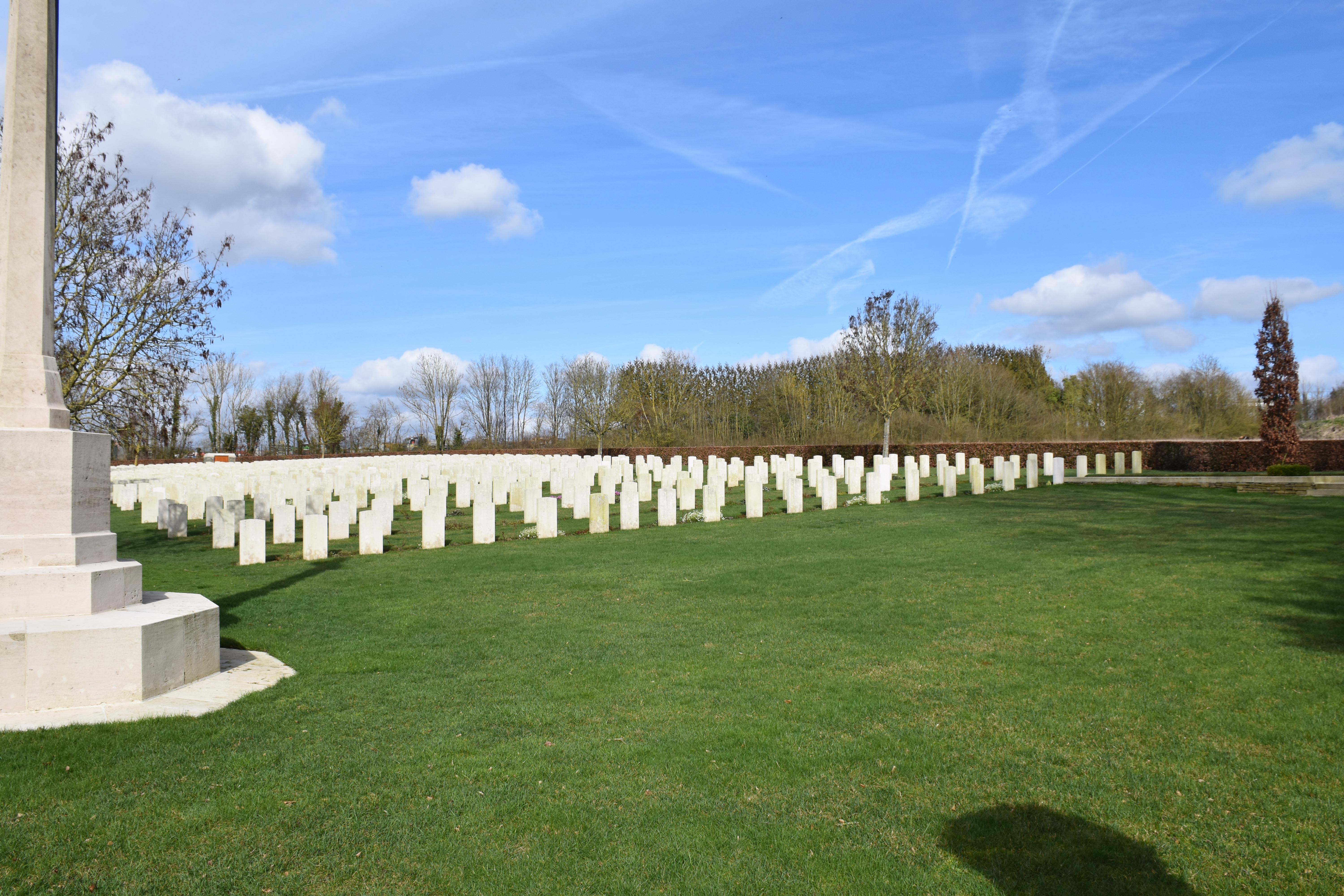
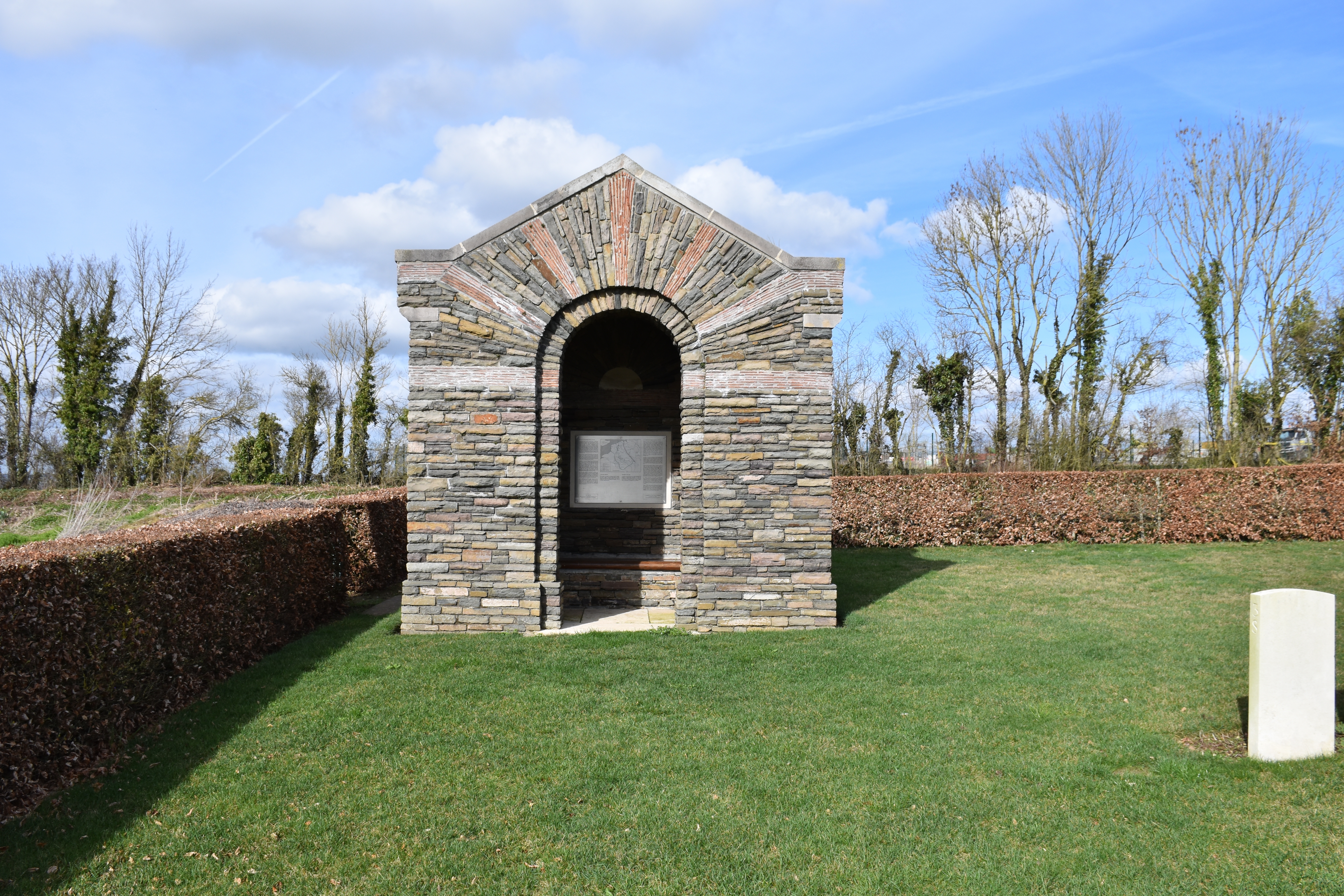
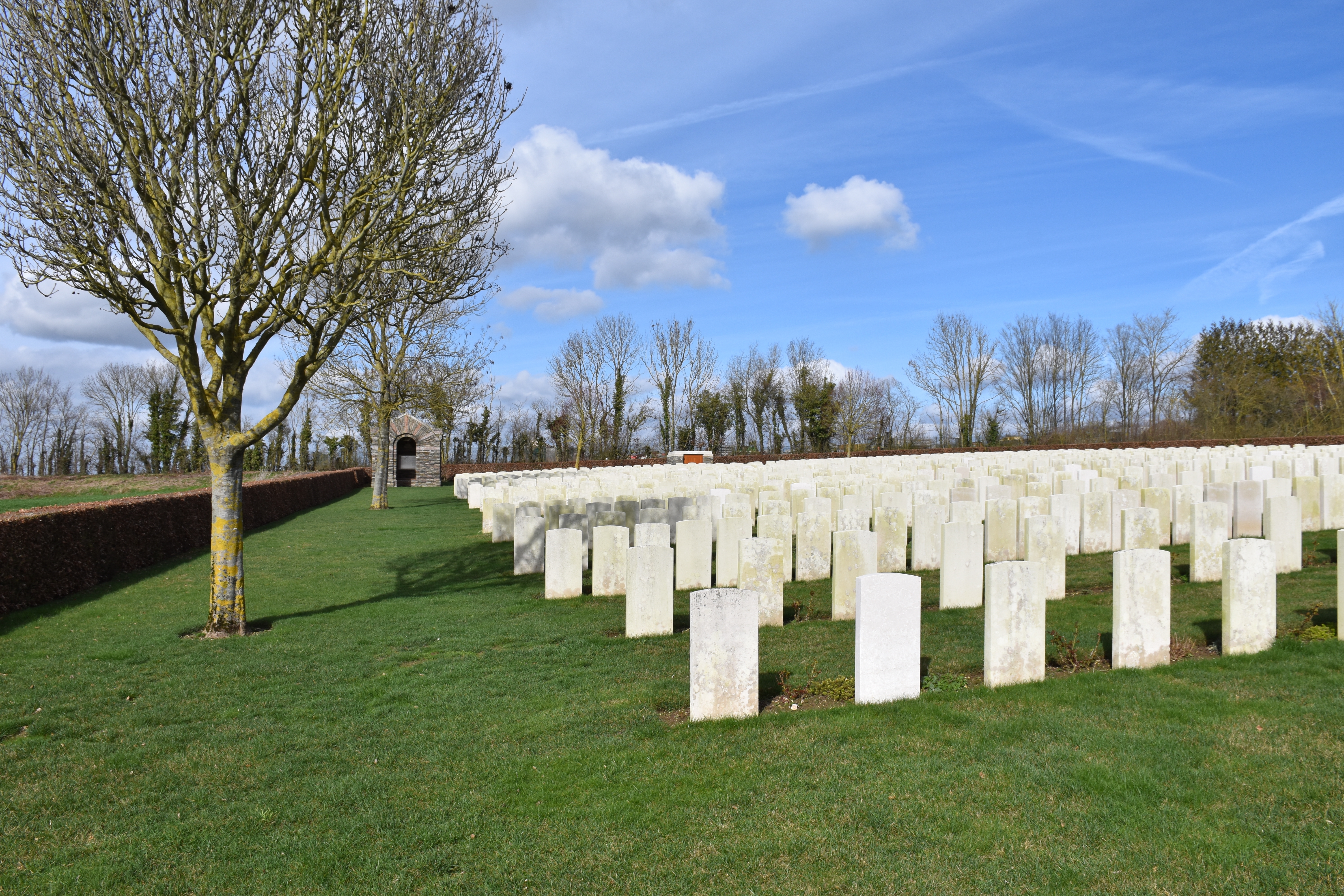
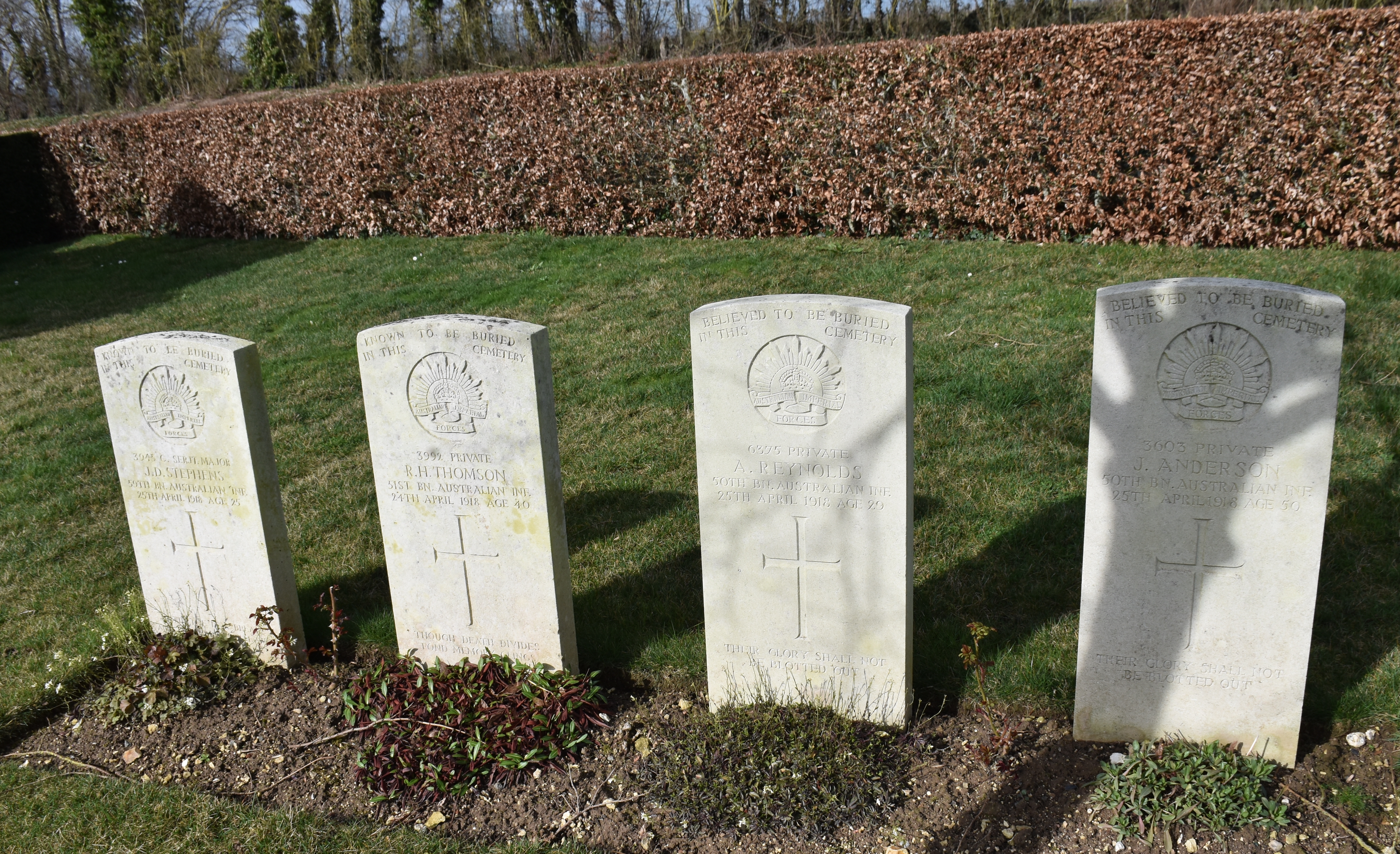
Tombes de quatre soldats australiens tombés lors de la libération de Villers les 24 et 25 avril 1918.